# Show cooking

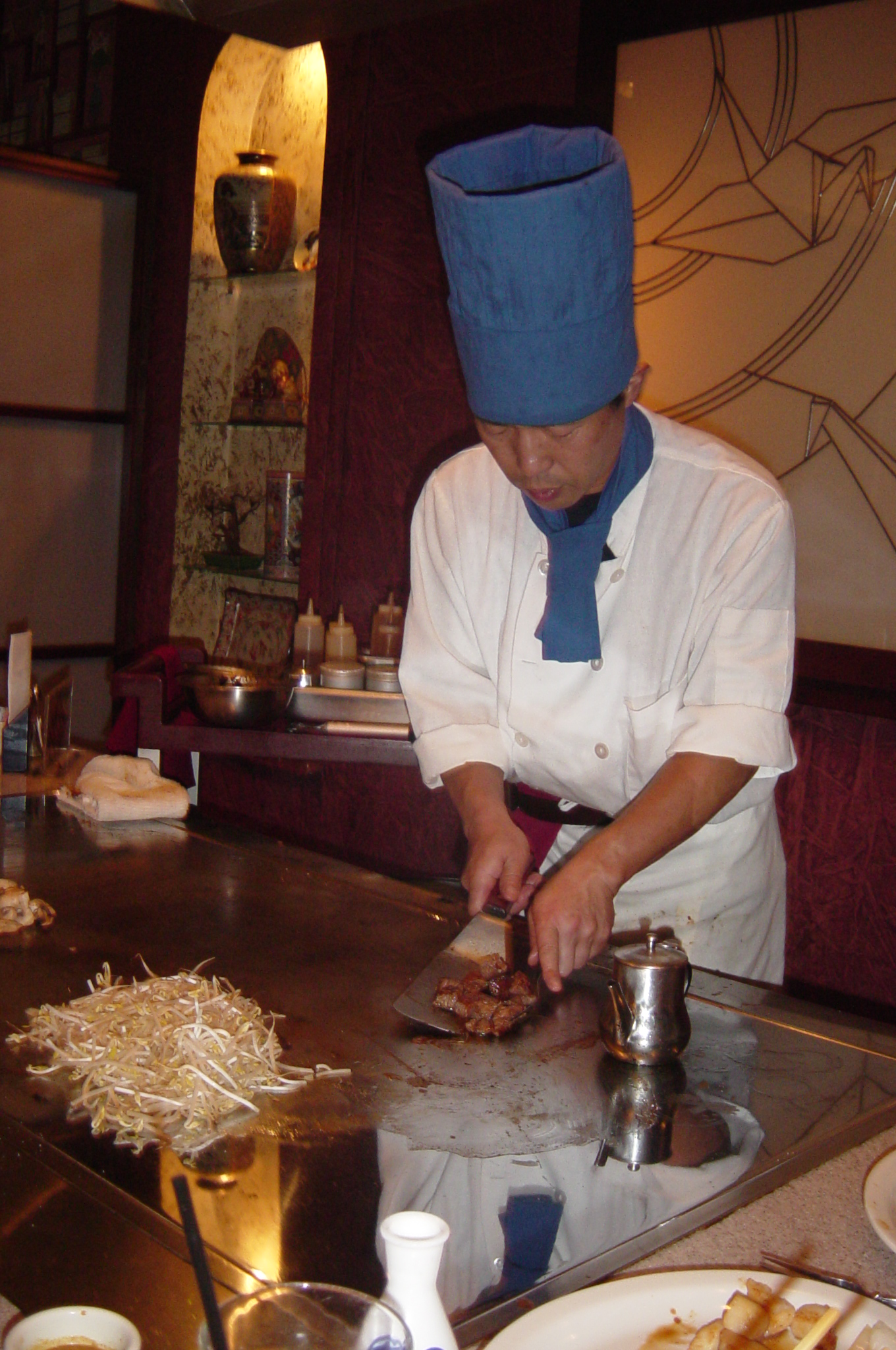
Show cooking en Japón

Una demostración culinaria, show cooking o showcooking (en inglés cooking show) es una modalidad de cocina que consiste en la preparación de platos frente a los comensales. Originariamente el término surgió con la preparación de recetas en un plató de televisión con una intención meramente lúdica. El programa de cocina de Karlos Arguiñano o MasterChef son dos ejemplos de esta actividad en España. El concepto acoge más escenarios, realizándose en restaurantes y eventos particulares.

## Orígenes
El bufé como técnica de presentación alimenticia ha influido en la creación de platos de cara al público.
Los programas televisivos introdujeron por primera vez el término, mostrando paso a paso y enfrente de una cámara, cómo preparar platos y recetas. Los concursos de cocina y las clases de cocina en vivo pueden considerarse dentro de esta categoría.

## Antecedentes

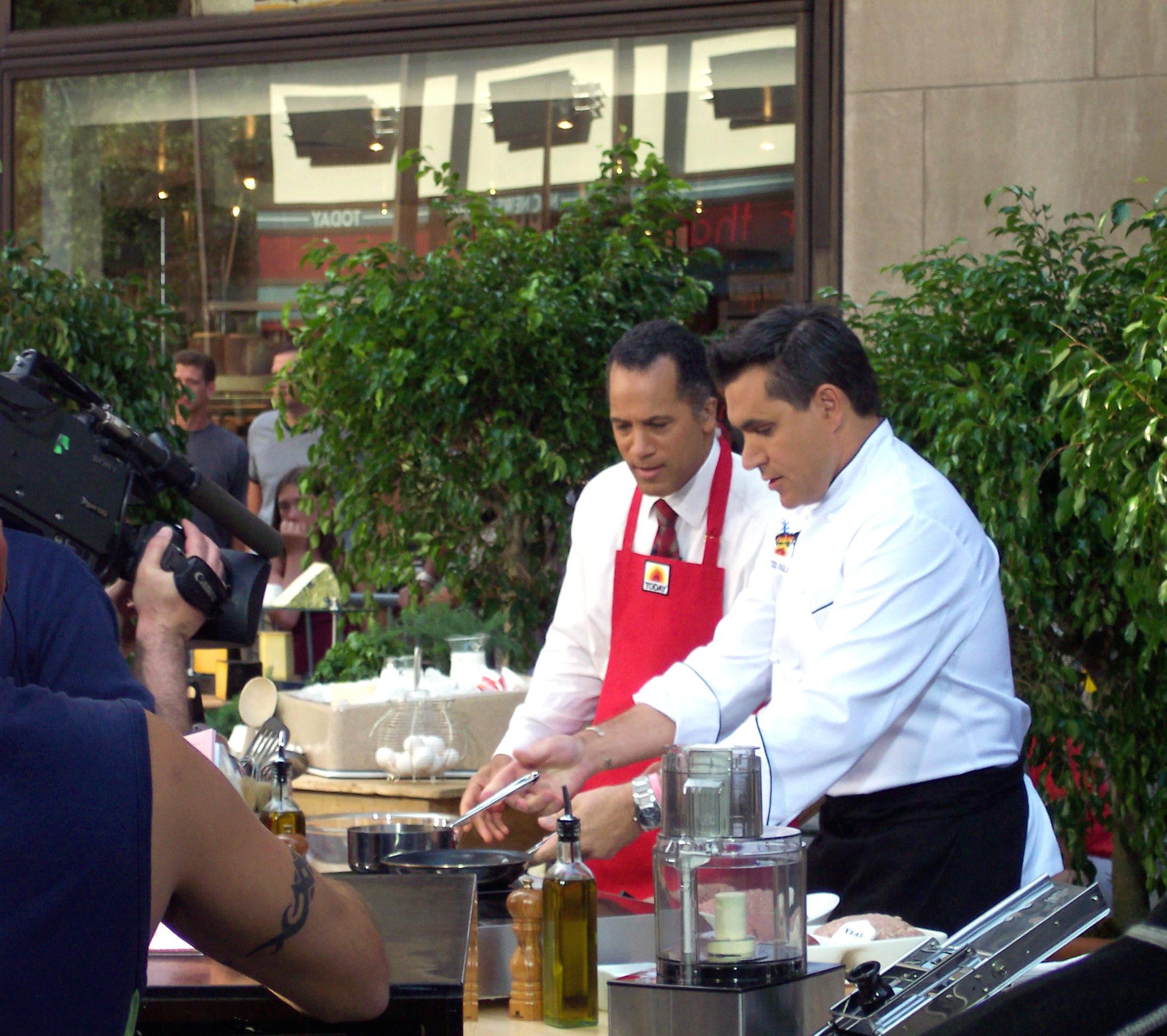
Cocina en un programa de televisión

El sistema ha evolucionado de varias formas, partiendo de los canales de televisión dedicados a la cocina. El show cooking era desarrollado originariamente por unos pocos profesionales de la cocina que mostraban por televisión cómo preparar platos paso a paso. 
El sistema pasó luego a usarse sin necesidad de contar con cámaras de televisión, y permite entre otras cosas, que el público interactúe con el cocinero o chef de cocina. Como técnica de marketing también fomenta el interés por la cocina, las ganas por aprender a cocinar y la viralidad de los platos, cocineros y técnicas de cocina entre el público y sus redes sociales.